# Jordi Texidó i Mata
Jordi Texidó i Mata   (Vallcarca i els Penitents, 6 de juny de 1929) és un compositor sardanista català. És fill de Ramon Texidó Almasqué i pare de Ramon Texidó Font. El 1968, va tornar-se soci de l'associació Òmnium Cultural. Va reprendre els estudis de música en jubilar-se. Ha pres part moltes vegades en el La Sardana de l'Any; fins i tot s'hi ha classificat com a semifinalista.
En destaquen les composicions Anhels de joventut (1945), Records del meu barri (2007) — sardana que homenatja El Coll-Vallcarca, el seu barri—, L'Anella Màgica (2007), Brindem amb cava (2009), L'Abril de Calella (2010), El petit Fernando (2011), Laura, un somni (2012), La rotllana de l'amor (2013), Agulla d'Imant (2015) i Gala, llum de mar (2016), aquestes darreres amb arranjaments del músic i compositor calellenc Jordi Feliu i Horta. El 2021, va estrenar la sardana L’Anyada noranta, en commemoració del seu 90è aniversari.
Texidó resideix a Madrid, on encara compon cançons. Després del seu pas per la Coral Enarmonía, va esdevenir tenor del Coro Valdeluz de Madrid, amb el qual ha fet gira d'ençà del 2015. La seva sardana Agulla d'imant, un homenatge de l'Associació dels Amics de la Poesia a l'Agrupació Sardanista de Calella amb motiu del seu 65è aniversari, va ser interpretada durant els actes de la capitalitat de la sardana de Calella 2015 i enregistrada en un doble CD commemoratiu. Una adaptació d'aquesta sardana per a tenora i teclat va ser interpretada durant la celebració dels Jocs Florals de Calella 2015.